# نشوء رواية الدكتور فاوستوس
نشوء رواية الدكتور فاوستوس (بالألمانية: Die Entstehung des Doktor Faustus) مقال من تأليف الكاتب الألماني توماس مان، نُشر في عام 1949 يتحدث فيه عن روايته «دكتور فاوستوس» (Doktor Faustus) من كافة النواحي.

## وصلات خارجية
- نشوء رواية الدكتور فاوستوس، على الفهرس العالمي.
- نشوء رواية الدكتور فاوستوس، على موقع أمازون.
- نشوء رواية الدكتور فاوستوس، على كتب جوجل.
- نشوء رواية الدكتور فاوستوس، على مكتبة جامعة هارفارد.
- نشوء رواية الدكتور فاوستوس، على مكتبة جامعة ميشيغان.